# Älteres Haus Burgund
Das ältere Haus Burgund ist eine französische Adelsfamilie, deren Wurzeln im 11. Jahrhundert liegen und die im Mannesstamm über Zweiglinien noch heute existiert. Wegen seiner direkten Abstammung von einem jüngeren Sohn des französischen Königs Robert II. dem Frommen stellt das ältere Haus Burgund einen Nebenzweig des Geschlechts der Kapetinger dar, den ältesten überhaupt.
Stammvater des Hauses ist der Prinz Robert († 1076), der von seinem älteren Bruder, König Heinrich I., im Jahr 1032 mit dem Herzogtum Burgund beliehen wurde.

## Burgund

Das Wappen der hochmittelalterlichen Herzöge von Burgund. Es wurde später auch in das Wappen des jüngeren Hauses Burgund aufgenommen.

Die Nachkommenschaft Herzog Roberts I. verästelte sich in mehrere Zweige und reihte sich in die Riege der mächtigsten Feudalfürsten Frankreichs des hohen Mittelalters ein. Ebenso gehörte die Familie den ersten Pairs von Frankreich an. Neben dem Herzogtum Burgund konnte das Haus mittels seiner Familien- und Bündnispolitik mehrmals weitere Herrschaften in seine Hand bekommen, jedoch gingen diese immer wieder mangels (männlicher) Nachkommen verloren.
Dies betrifft die Dauphiné und die Grafenschaften Albon und Grenoble, die eine zweite Ehefrau einbrachte, deren Nachkommen aber bald wieder ausstarben, die Grafschaften Nevers, Auxerre und Tonnerre, die ein ältester Sohn durch Heirat erwarb, aber nur an Töchter weitergeben konnte, und die Herrschaft Bourbon mit dessen jüngerem Bruder. Lediglich die Freigrafschaft Burgund und die Grafschaften Artois, Auxonne, Chalon, Auvergne und Boulogne konnten in der Familie gehalten werden, wenn auch nur bis zum Aussterben zwei oder gar nur eine Generation später.
Mit Margarete von Burgund († 1315) und Johanna von Burgund († 1325/26) stellte die Familie zudem Königinnen von Frankreich.
Die Hauptlinie des Hauses endete 1361 mit dem Tod von Herzog Philipp I., worauf das Herzogtum Burgund als erledigtes Lehen in die französische Krondomäne aufgenommen wurde. 1362 belieh König Johann II. aus dem Haus Valois seinen jüngsten Sohn, Prinz Philipp den Kühnen, mit dem Herzogtum. Von Philipp dem Kühnen (Herzog Philipp II.) stammte das jüngere Haus Burgund ab, das gelegentlich auch als „Valois-Burgund“ oder wegen seiner größeren geschichtlichen Bedeutung einfach nur Haus Burgund genannt wird.

## Portugal

Das erste Wappen der Grafen und Könige von Portugal aus dem älteren Haus Burgund.

Neben der 1361 in Frankreich ausgestorbenen älteren Hauptlinie existierte das ältere Haus Burgund noch in einer jüngeren zweiten Linie fort, die allerdings außerhalb Frankreichs zu einer großen historischen Bedeutung als Begründer des unabhängigen Portugals gelangte. Heinrich von Burgund († 1112) war ein jüngerer Bruder der Herzöge Hugo I. und Odo I. und stellte sich in den Dienst des Königs von Kastilien, von dem er mit der Grafschaft Portugal beliehen wurde. Heinrichs Nachkommen erkämpften sich ihre Unabhängigkeit von Kastilien, nahmen den Königstitel an und begründeten somit das Königreich Portugal.
Das von Heinrich begründete Haus Burgund-Portugal (Alfonsine) existiert über seine Bastardlinien (Haus Avis und Haus Braganza) bis heute im Mannesstamm fort. Der derzeitige portugiesische Thronprätendent Dom Duarte III. Pio de Bragança (* 1945) ist in direkter männlicher Linie ein Nachkomme von Herzog Robert I. von Burgund.

## Die Zweige des älteren Hauses Burgund
- das ältere Haus Burgund (Herzöge von Burgund seit 1032)
  - die herzogliche Hauptlinie (Herzöge von Burgund bis 1361)
  - das Haus Burgund-Portugal (Alfonsine) (Könige von Portugal 1089–1383)
    - das Haus Avis (Könige von Portugal 1383–1580)
      - das Haus Braganza (Könige von Portugal 1640–1853, Kaiser von Brasilien 1822–1889) – Nachkommen bis heute

## Von Robert I. bis Hugo III.
1. Robert I. der Alte (le Vieux) (* 1011, † 21. März 1076), 1032 Herzog von Burgund (duc propriétaire), erster Pair von Frankreich, 1040–1060 Graf von Auxerrois; ⚭ I um 1033, verstoßen 1046, Hélie de Semur (* 1016, † 22. April nach 1055), Tochter von Damas I. de Semur (Haus Semur), ⚭ II um 1048 Ermengarde von Anjou, genannt Blanche (* wohl 1018, † 18. März 1076), Tochter von Fulko (Foulques) III. Nerra, Graf von Anjou, Witwe von Geoffroy Ferréol, Graf von Gâtinais – Vorfahren siehe Kapetinger
  1. (I) Heinrich (Henri) (* wohl 1035, † 27. Januar 1064/74) genannt „le damoiseau de Bourgogne“; ⚭ um 1056 Sibylle (* wohl 1035, † 6. Juli nach 1074), wohl Tochter des Ramon Berenguer I. Graf von Barcelona und Girona
    1. Hugo I. der Blinde (Hugues I. l’Aveugle) (* wohl 1057, † 29. August 1093) 1076 Herzog von Burgund, Pair von Frankreich, dankt 1079 ab, Abt von Cluny; ⚭ um 1075 Sibylle (* wohl 1056, † 1078) Tochter des Wilhelm I. Graf von Nevers
    2. Odo I. (Eudes I.) Borel (* wohl 1058, † 23. März 1103) 1079 Herzog von Burgund, Pair von Frankreich; ⚭ Anfang 1080 Sibylle (* wohl 1065, † nach 1103), Tochter des Wilhelm I. Graf von Burgund (Haus Burgund-Ivrea)
      1. Hélie (* Ende 1080, † 28. Februar 1142); ⚭ I Juni 1095 Bertrand († 21. April 1112) 1105 Graf von Toulouse; ⚭ II um 1115 Guillaume I. Talvas († 29. Juni 1171) Graf von Alençon, Ponthieu, Le Perche und Montreuil
      2. Hugo II. Borel der Friedfertige (Hugues II. Borel le Pacifique) (* wohl 1085, † 1143, wohl kurz nach dem 6. Februar), 1101 Regent, 1103 Herzog von Burgund, Pair von Frankreich; ⚭ um 1115 Mathilde von Mayenne († nach 1162)
        1. Aigueline (* wohl 1116, † 1163); ⚭ um 1130 Hugo I. Graf von Vaudémont († 4. Februar 1155)
        2. Odo II. (Eudes II.) (* wohl 1118, † 27. September 1162), 1143 Herzog von Burgund; ⚭ 1145 Marie von Champagne (* wohl 1128, † 7. August wohl 1190) 1162–1165 Regentin von Burgund, 1174 Äbtissin von Fontevrault, Tochter von Theobald II./V. Graf von Champagne und Blois
          1. Hugo III. (Hugues III.) (* wohl 1148, † 25. August 1192) 1162 Herzog von Burgund, 1183 Dauphin von Viennois, Graf von Albon und Grenoble; ⚭ I 1165, verstoßen 1183, Alix von Lothringen († wohl 1200), Tochter des Herzog Matthäus I.; ⚭ II 1. September 1183 Beatrix, 1162 Dauphinée von Viennois Gräfin von Albon und Grenoble (* wohl 1161, † 15. Dezember 1228), Erbtochter des Guigues V.; - Nachkommen siehe unten
          2. Mathilde (Mahaut) († 22. Juli 1202); ⚭ Robert IV. († 1194) Graf von Auvergne (Haus Auvergne)

        3. Walter (Gautier) (* wohl 1120, † 7. Januar 1180) 1162–1163 Erzbischof von Besançon, 1163 Bischof von Langres, Pair von Frankreich
        4. Robert (* wohl 1122, † 18. August 1140) 1140 Bischof von Autun
        5. Sibylle (* wohl 1126, † 19. September 1150); ⚭ 1149 Roger II. (* 1095; † 26. Februar 1154), 1130 König von Sizilien

    3. Robert (* wohl 1059, † 18. September 1111), 1085 Bischof von Langres
    4. Heinrich (Henri, Henrique) (* wohl 1066, † 1. November 1112), um 1093 Graf von Portugal; ⚭ 1093/14. Februar 1095 Teresa Infantin von León und Kastilien, 1112–1128 Regentin, 1113 Königin von Portugal (* 1070, † 1. November 1130), Tochter des Alfons VI. König von Kastilien und León – Nachkommen siehe Stammliste des Hauses Burgund (Portugal) 

  2. (I) Robert (* wohl 1040, † (vergiftet) 1113), 1076 Regent von Burgund und Sizilien; ⚭ Violante, Tochter des Grafen Roger I. von Sizilien
  3. (I) Konstanze (Constance) (* wohl 1046, † Winter 1092(1093); ⚭ I Hugo II. Graf von Chalon-sur-Saône, † 1078; ⚭ II 8. Mai 1081 Alfons VI. König von Kastilien und León, † 30. Juni 1109 (Haus Jiménez)
  4. (II) Hildegard (Hildegarde) (* wohl 1050, † nach 1104, wohl 1120); ⚭ 1068/69 Wilhelm VI./VIII. († 25. September 1086) Graf von Poitou, Herzog von Aquitanien (Ramnulfiden)

## Von Hugo III. bis Philipp I.
1. Hugo III. (Hugues III.) (* wohl 1148, † 25. August 1192) 1162 Herzog von Burgund, 1183 Dauphin von Viennois, Graf von Albon und Grenoble; ⚭ I 1165, verstoßen 1183, Alix von Lothringen, † wohl 1200, Tochter des Herzog Matthäus I.; ⚭ II 1. September 1183 Beatrix, 1162 Dauphinée von Viennois, Gräfin von Albon und Grenoble (* wohl 1161, † 15. Dezember 1228), Erbtochter des Guigues V.; – Vorfahren siehe oben
  1. (I) Odo III. (Eudes III.) (* 1166, † 6. Juli 1218) 1190 Regent, 1192 Herzog von Burgund, Pair von Frankreich; ⚭ I Frühjahr 1194, geschieden 1195, Mathilde Infantin von Portugal (* wohl 1157, † (ertrunken) 6. Mai 1218), Tochter des Königs Alfons I.; ⚭ II 1199 Alix von Vergy (* wohl 1182, † 1252 wohl nach 8. März, 1218–1229 Regentin von Burgund, Tochter des Hugo von Vergy.
    1. (II) Hugo IV. (Hugues IV.) (* 9. März 1212, † 27. Oktober 1272) 1218 Herzog von Burgund, Pair von Frankreich, 1237 Graf von Chalon-sur-Saône und Auxonne, 1266 Titularkönig von Thessaloniki; ⚭ I 1229 Jolanthe (Yolande) (* wohl 1212, † 30. Oktober 1248) Tochter des Robert III. Graf von Dreux; ⚭ II November 1258 Beatrix von Champagne (* 1242, † Februar 1295) Tochter des Theobald I. König von Navarra
      1. Odo (* 1231, † 4. August 1266) 1257–1262 Graf von Nevers, Auxerre und Tonnerre; ⚭ Februar 1248 Mathilde II. Gräfin von Nevers, Auxerre und Tonnerre, (* wohl 1234, † 1262) Tochter des Archambault IX. von Bourbon (Haus Dampierre)
        1. Jolanthe (Yolande) (* wohl Ende 1248, † 2. Juni 1280) 1262 Gräfin von Nevers, 1262–1273 Gräfin von Auxerre und Tonnerre; ⚭ I Juni 1265 Johann von Damiette, 1268 Graf von Valois, † 3. August 1270 bei Tunis; ⚭ II März 1272 Robert von Artois Graf von Flandern, † 17. September 1322
        2. Margarete (Marguerite) (* 1250, † 4. September 1308) 1292 Gräfin von Tonnerre; ⚭ 18. November 1268 Karl von Anjou, 1266 König von Sizilien etc., † 7. Januar 1285
        3. Alix (* wohl 1251, † 1290) 1273 Gräfin von Auxerre; ⚭ 1. November 1268 Johann I. von Chalon, † 1309 vor dem 10. November

      2. (I) Alix († 23. Oktober 1273), 1261–1269 Regentin von Brabant; ⚭ 1251 nach dem 21. Juli Heinrich III. der Friedfertige, 1248 Herzog von Brabant. † 28. Februar 1261
      3. (I) Johann (Jean) (* 1231, † 29. September 1268) 1248 Herr von Bourbon; ⚭ Februar 1248 Agnes von Dampierre, 1249 Herrin von Bourbon, (* wohl 1237, † 7. September 1268) Erbtochter des Archambault IX. von Bourbon (Haus Dampierre)
        1. Beatrix (Béatrice) (* wohl 1257, † 1. Oktober 1310) Herrin von Bourbon; ⚭ Sommer 1272 Robert, 1269 Graf von Clermont-en-Beauvaisis, 1272 Herr von Bourbon, † 7. Februar 1318

      4. (I) Robert II. (* wohl 1248, † 21. März 1306) 1272 Herzog von Burgund, Graf von Auxonne und Chalon, Titularkönig von Thessaloniki, 1273–1280 Regent der Dauphiné; ⚭ Frühjahr 1279 Agnes von Frankreich (* wohl 1260, † 19. Dezember 1327) Tochter des Königs Ludwig IX. der Heilige
        1. Blanka (Blanche) (* wohl 1288, † 28. Juli 1348); ⚭ 18. Oktober 1307 Eduard Graf von Savoyen, † 4. November 1329
        2. Margarete (* 1290, † (erdrosselt) 14. August 1315); ⚭ 23. September 1305 Ludwig X. 1305 König von Navarra, 1314 König von Frankreich († 5. Juni 1316)
        3. Johanna II. die Lahme (Jeanne II. la Boiteuse) (* um 1293, † 12. September 1348 oder 12. Dezember 1349); ⚭ Juli 1313 Philipp VI., 1325 Graf von Valois, 1328 König von Frankreich, † 22. August 1350
        4. Hugo V. (Hugues V.) (* 1294, † Mai 1315, wohl am 9.) 1306 Herzog von Burgund, Pair von Frankreich, Titularkönig von Thessaloniki;
        5. Odo IV. (Eudes IV.) (* 1295, † 3. April 1350) 1315 Herzog von Burgund, Pair von Frankreich, 1316–1321 Titularkönig von Thessaloniki, Fürst von Achaia und Morea, 1330 Pfalzgraf von Burgund, Graf von Artois, Auxonne und Chalon; ⚭ 18. Juni 1318 Johanna III., 1330 Pfalzgräfin von Burgund, Gräfin von Artois, Pair von Frankreich (* 1./2. Mai 1308, † August 1347, wohl am 13.), Tochter des französischen Königs Philipp V.
          1. Philipp (Philippe Monsieur) (* 10. November 1323, † 10. August 1346) 1338 Graf von Auvergne und Boulogne; ⚭ 26. September 1338 Johanna I., 1332 Gräfin von Auvergne und Boulogne, 1350 Regentin von Burgund (* 8. Mai 1326, † 29. September 1360, Erbtochter des Grafen Wilhelm XII. (Haus Auvergne)), sie heiratete in zweiter Ehe am 19. Februar 1350 Johann II. 1350 König von Frankreich, † 8. April 1364
            1. Philipp I. (Philippe de Rouvres) (* August 1346, wohl am 5., † 21. November 1361) 1350 Herzog von Burgund, Pair von Frankreich, Pfalzgraf von Burgund, Graf von Artois, 1360 Graf von Auvergne, Boulogne, Auxonne und Chalon; ⚭ 14. Mai 1357 Margarete III., 1385 Gräfin von Flandern, Artois, Pfalzgräfin von Burgund, Graf von Nevers und Rethel, 1404 Herzogin von Brabant und Limburg (* 13. April 1350, † 16. März 1405) Erbtochter des Grafen Ludwig II., sie heiratete in zweiter Ehe am 19. Juni 1369 Philipp den Kühnen (* 1342; † 27. April 1404) 1363 Herzog von Burgund etc. (Haus Burgund)

        6. Ludwig (* 1297, † 2. August 1316) 1315 Titularkönig von Thessaloniki, 1313 Fürst von Achaia und Morea; ⚭ 31. Juli 1313 Mathilde von Hennegau, 1301 Fürstin von Achaia und Morea (* 29. November 1293, † 1331) Tochter von Florenz von Hennegau (Haus Avesnes)
        7. Marie (* 1298); ⚭ 11. Februar 1310 Eduard I. Graf von Bar, † 11. November 1336 (Haus Scarponnois)
        8. Robert (* wohl 1302, † 19. Oktober 1334) 1321 Graf von Tonnerre; ⚭ 6. Juni 1321, Johanna (Jeanne), Tochter des Wilhelm von Chalon-Auxerre Graf von Auxerre und Tonnerre (Haus Chalon)

      5. Beatrix († 1329); 1. Juli 1276 Hugo XIII. von Lusignan Graf von La Marche und Angoulême, † 1. Dezember 1310
      6. Isabella (* 1270, † 1323); ⚭ I 6. Februar 1284 Rudolf von Habsburg (* 1218; † 15. Juli 1291) 1273 deutscher König; ⚭ II Pierre de Chambly, † vor 1319

  2. (II) Andreas (André) genannt Guigues VI. (* 1184, † 14. März 1237) 1228 Dauphin von Viennois, Graf von Albon und Grenoble; ⚭I 1202 Beatrix de Sabran–Forcalquier (verstoßen) ⚭ III 15. November 1219 Beatrix von Montferrat († 1274) 1237–1243 Regentin von Dauphiné, Tochter des Markgrafen Wilhelm VI.
    1. (I) Beatrix (* wohl 1205, † 18. September nach 1248); ⚭ Amalrich VII. von Montfort Graf von Montfort, Connétable von Frankreich, † 1241 (Haus Montfort-l’Amaury)
    2. (III) Guigues VII. (* wohl 1225, † August 1269/17. März 1270) Dauphin von Viennois, Graf von Albon und Grenoble; ⚭ 1253 vor dem 22. April Beatrix von Savoyen (* wohl 1237, † 21. April 1310, Erbtochter des Grafen Peter II.
      1. Anne († nach 30. September 1301) Dauphinée von Viennois, Gräfin von Albon und Grenoble; ⚭ 1. September 1273 Humbert I. de La Tour, 1273 Dauphin von Viennois etc., † 12. April 1307 (Haus La Tour-du-Pin)
      2. Johann I. (Jean I.) (* 1264, 24. September 1282) Dauphin von Viennois, Graf von Albon und Grenoble; ⚭ 1280 Bona von Savoyen, Tochter des Grafen Amadeus V.

  3. (II) Mathilde (Mahaut) (* wohl 1190, † 26. März 1242); ⚭ 1214 Johann der Weise, Graf von Chalon-sur-Saône, † 30. September 1267 (Haus Chalon)
  4. (II) Anna (Marguerite) (* wohl 1192, † Ende 1242); ⚭ 1222 Amadeus IV. Graf von Savoyen, † 24. Juni 1253

## Das Erbe
Nach dem Tod des Herzogs Philipps I. 1361 fiel das Herzogtum Burgund an die französische Krone zurück. König Johann II., Philipps Stiefvater, gab es 1363 an seinen Sohn Philipp, dem Gründer des jüngeren Hauses Burgund, der 1369 dann auch Philipps Witwe heiratete.
Da Philipps Großmutter väterlicherseits (Johanna III.) mit Philipps Tod ohne Nachkommen war, ging ihr Erbe, die Pfalzgrafschaft Burgund und das Artois, an ihre Schwester, Margarete von Frankreich († 1382) bzw. deren Nachkommen.
Aus vergleichbarem Grund erbte die Auvergne und die Grafschaft Boulogne Johann von Auvergne († 1386), der Bruder von Philipps Großvater mütterlicherseits, Graf Wilhelm XII.